# Basznia Dolna (gromada)
Basznia Dolna (do 29 VI 1960 Podlesie) – dawna gromada, czyli najmniejsza jednostka podziału terytorialnego Polskiej Rzeczypospolitej Ludowej w latach 1954–1972.
Gromady, z gromadzkimi radami narodowymi (GRN) jako organami władzy najniższego stopnia na wsi, funkcjonowały od reformy reorganizującej administrację wiejską przeprowadzonej jesienią 1954 do momentu ich zniesienia z dniem 1 stycznia 1973, tym samym wypierając organizację gminną w latach 1954–1972.
Gromadę Basznia Dolna z siedzibą GRN w Baszni Dolnej utworzono 30 czerwca 1960 w powiecie lubaczowskim w woj. rzeszowskim w związku z przeniesieniem siedziby gromady Podlesie z Podlesia do Baszni Dolnej i zmianą nazwy jednostki na gromada Basznia Dolna.
Dla gromady ustalono 15 członków gromadzkiej rady narodowej.
Gromada przetrwała do końca 1972 roku, czyli do kolejnej reformy gminnej.